# 弘明寺町
弘明寺町（ぐみょうじちょう、英: Gumyōji-chō）は、神奈川県横浜市南区の町名。丁目の無い単独町名である。住居表示未実施。弘明寺町の面積は0.263km²。

## 地理
南区南部の大岡川左岸に位置する。大岡川沿いは低地で、西部は丘陵が広がる。町の西部に京急本線が通り、弘明寺駅が置かれている。駅の西側は弘明寺公園となっており、市立南図書館やプールが設けられている。駅の東側の弘明寺は737年（天平9年）に建立された横浜市最古の寺院である。弘明寺と鎌倉街道（神奈川県道21号横浜鎌倉線）の間は闇市の流れを汲む弘明寺商店街となっており、1956年には当時東洋一といわれたアーケードがかけられた。横浜市営地下鉄の弘明寺駅は鎌倉街道の地下にあり、弘明寺町からは離れている。

### 字名
- 前田（まえた）
- 山下（やました）
- 北ノ前（きたのまえ）[2]

### 地価
住宅地の地価は、2025年（令和7年）1月1日の公示地価によれば、弘明寺町字前田184番6の地点で30万1000円/m²となっている。

## 歴史
弘明寺村の辺りは、近隣の最戸村・久保村・中里村とともに、多々久郷（武蔵国久良岐郡）と呼ばれていた。多々久郷の4か村は江戸時代には江戸幕府の儒学の最高権威である林大学頭が管轄する湯島聖堂領に属していた。その後、湯島聖堂が昌平坂学問所へ改められたことにともない、幕府直轄の学問所領となった。大正初期はお茶屋30件余りを有する花街としてにぎわったが、1911年ごろに井土ケ谷町などへ分散された。1923年の関東大震災では多くの被害を受けたが第二次世界大戦では被害を免れたため、弘明寺観音通り商店街が大きく発展した。

### 沿革
かつての久良岐郡弘明寺村の一部で、1889年（明治22年）4月1日に周辺の村と合併、大岡川村大字弘明寺となり、1911年（明治44年）に横浜市に編入され弘明寺町となった。飛地は六ツ川町に編入されている。町名は町内にある弘明寺に因む。1937年（昭和12年）4月1日、土地区画整理事業に伴い、上大岡町の一部を編入し、中里町との境界を変更する。1943年に中区から南区が分離した事により、南区弘明寺町となる。1975年（昭和50年）7月28日、住居表示（港区中里・別所地区）の実施に伴い、中里町の一部を編入し、弘明寺町の一部を中里一丁目、中里三丁目に編入する。1976年（昭和51年）7月26日、住居表示（南区井土ケ谷上町地区）の実施に伴い、井土ケ谷上町の一部を編入する。

## 世帯数と人口
2025年（令和7年）6月30日現在（横浜市発表）の世帯数と人口は以下の通りである。
| 町丁     | 世帯数    | 人口    |
| -------- | --------- | ------- |
| 弘明寺町 | 2,069世帯 | 3,724人 |

### 人口の変遷
国勢調査による人口の推移。
| 年                 | 人口  |
| ------------------ | ----- |
| 1995年（平成7年）  | 3,621 |
| 2000年（平成12年） | 3,529 |
| 2005年（平成17年） | 3,750 |
| 2010年（平成22年） | 3,695 |
| 2015年（平成27年） | 3,549 |
| 2020年（令和2年）  | 3,624 |

### 世帯数の変遷
国勢調査による世帯数の推移。
| 年                 | 世帯数 |
| ------------------ | ------ |
| 1995年（平成7年）  | 1,535  |
| 2000年（平成12年） | 1,627  |
| 2005年（平成17年） | 1,783  |
| 2010年（平成22年） | 1,807  |
| 2015年（平成27年） | 1,783  |
| 2020年（令和2年）  | 1,903  |

## 学区
市立小・中学校に通う場合、学区は以下の通りとなる（2024年11月時点）。
| 番地                                       | 小学校             | 中学校               |
| ------------------------------------------ | ------------------ | -------------------- |
| 148〜266番地 267番地(道路以南)             | 横浜市立南小学校   | 横浜市立南が丘中学校 |
| 1〜147番地 267番地（道路以北） 268番地以降 | 横浜市立大岡小学校 | 横浜市立南中学校     |

## 事業所
2021年（令和3年）現在の経済センサス調査による事業所数と従業員数は以下の通りである。
| 町丁     | 事業所数  | 従業員数 |
| -------- | --------- | -------- |
| 弘明寺町 | 159事業所 | 915人    |

### 事業者数の変遷
経済センサスによる事業所数の推移。
| 年                 | 事業者数 |
| ------------------ | -------- |
| 2016年（平成28年） | 147      |
| 2021年（令和3年）  | 159      |

### 従業員数の変遷
経済センサスによる従業員数の推移。
| 年                 | 従業員数 |
| ------------------ | -------- |
| 2016年（平成28年） | 777      |
| 2021年（令和3年）  | 915      |

## 交通

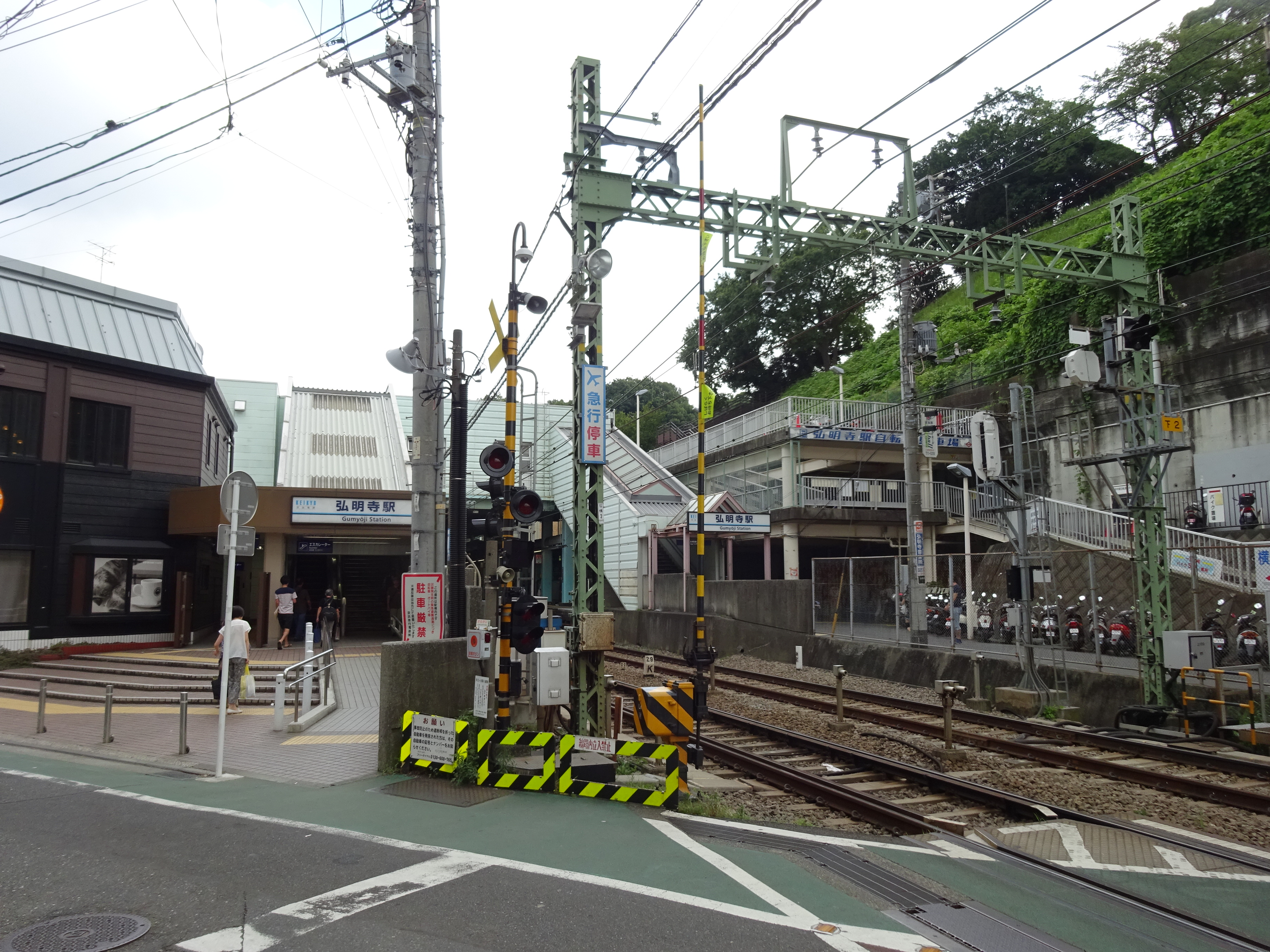
弘明寺駅 (京急）

### 鉄道
京浜急行電鉄（京急）
 本線
- - 弘明寺駅 -

横浜市営地下鉄の弘明寺駅は通町にある。

## 施設
- 弘明寺
- 横浜弘明寺郵便局

## その他

### 日本郵便
- 郵便番号 : 232-0067[3]（集配局：横浜南郵便局[28]）

### 警察
町内の警察の管轄区域は以下の通りである。
| 番・番地等 | 警察署   | 交番・駐在所 |
| ---------- | -------- | ------------ |
| 全域       | 南警察署 | 通町交番     |